# Rita Tushingham
Rita Tushingham (Liverpool, Inglaterra, 14 de marzo de 1942) es una actriz inglesa, especialmente recordada por sus papeles en las películas: Un sabor a miel (1961), The Leather Boys (1964), The Knack ...and How to Get It (1965), Doctor Zhivago (1965), The Trap (1966)  y Smashing Time (1967).
En Doctor Zhivago interpreta a Tonya Komaróvskaya, una joven que trabaja en una presa hidroeléctrica soviética, y a la que está buscando Yevgraf Andréyevich Zhivago (Alec Guinness), medio hermano del doctor Zhivago (Omar Sharif), quien es el padre de Tonya.

## Premios y reconocimientos
Festival Internacional de Cine de Cannes
| Año  | Categoría    | Película        | Resultado |
| ---- | ------------ | --------------- | --------- |
| 1962 | Mejor actriz | Un sabor a miel | Ganador   |